# Georges Daux
Georges Daux (* 21. September 1899 in Bastia; † 23. Dezember 1988 in Paris) war ein französischer Altphilologe und Klassischer Archäologe, der vor allem als Epigraphiker zu weltweiter Bekanntheit kam.

## Leben
Georges Daux studierte ab 1917 an der École normale supérieure, unterbrochen von einer Zeit als Soldat gegen Ende des Ersten Weltkriegs, und ab 1920 an der École française d’Athènes in Athen. Ab 1924 war er an der französischen Botschaft in Istanbul als Kulturbeauftragter beschäftigt. 1926 wurde er Gymnasiallehrer in Douai, bereits 1927 Professor für Gräzistik an der Universität Dijon. 1936 erlangte er den Grad eines Docteur ès lettres. 1944/45 fungierte Daux als Rektor der Universität und wechselte danach als Professor an die Sorbonne in Paris. Während dieser Jahre war er mehrfach im Ausland, 1947 auf einer diplomatischen Mission auf dem Balkan sowie als Gastwissenschaftler am Institute for Advanced Study, 1949/50 als Gastprofessor an der Harvard University.
1950 ging Daux als Direktor der École française d’Athènes wieder zurück nach Athen. In dieser Position verblieb er fast 20 Jahre bis 1969. Als Gastwissenschaftler wirkte er ferner an der University of California at Berkeley (Sather Professor 1956/57) und am Getty Museum. 1953 wurde Daux Mitglied der American Philosophical Society, 1964 korrespondierendes beziehungsweise 1969 auswärtiges Mitglied der Deutschen Akademie der Wissenschaften (DDR) sowie 1971 der Académie des inscriptions et belles-lettres. 1975 wurde er korrespondierendes Mitglied der British Academy. Zudem war er Commandeur der Ehrenlegion. 1974 wurde ihm die Festschrift Mélanges helléniques offerts à Georges Daux gewidmet.
Die Publikationen Daux’ waren zumeist epigraphischer und archäologischer Natur, zeugten aber häufig von einer großen Liebe zur antiken Literatur. Er befasste sich vorrangig mit den Zeugnissen der hellenistischen Zeit. Er galt als herausragender Kenner der antiken Orakelstätte Delphi, wo die École française d’Athènes schon seit Jahrzehnten forschte, und publizierte auch ungewöhnlich viel zu diesem Thema. Darunter waren sowohl aktuelle Fund- und Forschungsberichte als auch größere Synthesen, etwa eine Geschichte der Stätte zwischen 191 und 31 v. Chr. Daneben beschäftigte er sich auch mit der Zeitgeschichte. Für seine eigene Festschrift steuerte er einen Beitrag bei, in dem er sich mit einem modernen Mythos von Angriffen italienischer Soldaten auf französisches Territorium in den ersten Tagen des Zweiten Weltkriegs auseinandersetzte und dieses als nicht zutreffend nachweisen konnte.

## Schriften
- Delphes au IIe et au Ier siècle avant J.-C. 1937
- Chronologie delphique. 1943